# 삼중항 산소
삼중항 산소(triplet oxygen), 3O2는 분자 산소(이원자 산소)의 S = 1 바닥 상태를 가리킨다. 삼중항 산소 분자는 두 개의 홀전자를 가지고 있어 삼중항 산소는 안정하고 흔하게 발견되는 다이라디칼의 특이한 예이다. 이것은 단일항 상태보다 삼중항 상태로 있을 때 더 안정하다. 분자궤도함수 이론에 따르면 삼중항 산소의 전자 배열은 에너지가 같은 두 개의 π 분자 궤도(축퇴 분자 궤도)에 두 개의 전자가 채워져 있다. 훈트 규칙에 따라 이들은 짝짓지 않은 전자이며 평행한 스핀을 가지고 있으며, 이는 분자 산소의 상자성을 설명한다. 이 반쯤 채워진 궤도는 반결합 특성을 가지며, 이원자 질소에서처럼 이러한 반결합 궤도가 완전히 채워지지 않았을 때 발생하는 최대값인 3에서 분자의 전체 결합 차수를 2로 감소시킨다. 삼중항 산소의 분자항 기호는 3Σ−
g이다.

## 스핀

분자 산소의 원자가 궤도(가운데); 바닥 상태에서 π* 궤도의 전자는 스핀이 평행하다.

스핀이 s = 1⁄2인 두 전자가 축퇴된 궤도에 있으므로 총 2 × 2 = 4개의 독립적인 스핀 상태가 발생한다. 교환 상호작용에 의해 이들은 단일항 상태 (총 스핀 S = 0)와 3개의 축퇴된 삼중항 상태 (S = 1)로 나뉜다. 훈트 규칙과 일치하게 삼중항 상태가 에너지적으로 더 안정하며, 총 전자 스핀 S = 1을 갖는 분자의 바닥 상태에 해당한다. S = 0 상태로 여기되면 훨씬 더 반응성이 높은 준안정 단일항 산소가 생성된다.

### 루이스 구조

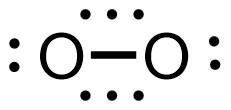
라이너스 폴링의 삼중항 이원자 산소 루이스 구조

산소 분자는 바닥 상태에서 0이 아닌 자기 모멘트를 가지고 있으므로 상자성을 갖는다. 즉, 자석의 극에 끌릴 수 있다. 따라서 모든 전자가 쌍으로 존재하는 루이스 전자점식 O=O는 분자 산소의 결합 특성을 정확하게 나타내지 않는다. 하지만 •O–O•와 같은 다른 구조도 불충분한데, 이는 단일 결합 특성을 의미하는 반면, 실험적으로 결정된 121 pm의 결합 길이는 147.5 pm의 길이를 갖는 과산화 수소 (HO–OH)의 단일 결합보다 훨씬 짧기 때문이다. 이는 삼중항 산소가 더 높은 결합 차수를 가지고 있음을 나타낸다. 관찰된 상자성과 짧은 결합 길이를 동시에 올바르게 설명하기 위해서는 분자궤도함수 이론을 사용해야 한다. 분자궤도함수 이론 틀 내에서 삼중항 이원자 산소의 산소-산소 결합은 하나의 완전한 σ 결합과 두 개의 π 반결합으로 더 잘 설명되며, 각 반결합은 두 중심 세 전자 (2c-3e) 결합에 의해 설명되어 순 결합 차수가 2 (1+2×⁠1/2⁠)가 되며, 스핀 상태 (S = 1)도 설명한다. 삼중항 이원자 산소의 경우 각 2c-3e 결합은 πu 결합 궤도에 두 개의 전자와 πg 반결합 궤도에 하나의 전자로 구성되어 순 결합 차수 기여도는 ⁠1/2⁠가 된다.
삼중항 이원자 산소나 일산화 질소와 같이 2c-3e 결합을 포함하는 분자를 수용하기 위해 루이스 전자점식을 구성하는 일반적인 규칙은 수정되어야 한다. 이와 관련하여 합의된 바는 없다. 폴링은 세 전자 결합을 나타내기 위해 서로 가깝게 배치된 세 개의 직선 점을 사용할 것을 제안했다 (삽화 참조).

## 액체 상태에서의 관찰
이원자 산소의 상자성을 관찰하는 일반적인 실험 방법은 액체 상태로 냉각시키는 것이다. 강한 자석의 극 사이에 액체 산소를 부으면 액체 산소가 떠 있을 수 있다. 또는 자석으로 붓는 액체 산소의 흐름을 끌어당길 수도 있다. 총 전자 스핀 {\displaystyle S=1}의 순 자기 모멘트가 이러한 관찰 결과를 설명한다.

## 반응
특이한 전자 배열은 분자 산소가 종종 단일항 상태인 다른 많은 분자와 직접 반응하는 것을 방해한다. 하지만 삼중항 산소는 이중항 상태의 분자와 쉽게 반응하여 새로운 라디칼을 형성한다.
스핀 양자수의 보존은 삼중항 산소가 폐쇄 껍질 (단일항 상태의 분자)과 반응할 때 삼중항 전이 상태를 요구한다. 필요한 추가 에너지는 가장 반응성이 높은 기질, 예: 백린을 제외하고는 주변 온도에서 직접적인 반응을 방지하기에 충분하다. 더 높은 온도나 적절한 촉매 존재 하에서는 반응이 더 쉽게 진행된다. 예를 들어, 대부분의 가연성 물질은 외부 불꽃이나 스파크 없이도 공기 중에서 연소하는 자연발화온도로 특징지어진다.

## 같이 보기
- 단일항 상태
- 이중항 상태
- 다이라디칼
- 단일항 산소

## 추가 문헌
- IUPAC, Compendium of Chemical Terminology, 2nd ed. (the "Gold Book") (1997). 온라인 수정 버전: (2006–) "singlet molecular oxygen (singlet molecular dioxygen)". doi:10.1351/goldbook.S05695